# Attagenus brunneus
Attagenus brunneus är en skalbaggsart som beskrevs av Franz Faldermann 1835. Attagenus brunneus ingår i släktet Attagenus och familjen ängrar. Arten har ej påträffats i Sverige. Inga underarter finns listade i Catalogue of Life.